# Cora chiribiquete
Cora chiribiquete är en trollsländeart som beskrevs av Zloty och Pritchard 2001. Cora chiribiquete ingår i släktet Cora och familjen Polythoridae. Inga underarter finns listade i Catalogue of Life.